# Korea Super Prix
O International Formula 3 Korea Super Prix foi uma corrida de Fórmula 3 realizada anualmente nas ruas de Changwon, Coreia do Sul, entre 1999 e 2003. O evento tinha sucesso como o evento-irmão que encerrava a temporada, o Grande Prémio de Macau, antes de ser substituído em 2004 pelo Bahrein Super Prix, no Circuito Internacional do Barém.
O Korea Super Prix iria fazia um retorno em 2010, no novo Circuito Internacional da Coreia, porém, isso foi cancelado devido a "tecnicalidades legais relativas ao circuito", informação na qual foi a público poucos dias antes da corrida.

## Resultados
| Ano  | Vencedor           | 2º Lugar        | 3º Lugar           | Pole Position      | Volta Mais Rápida |
| ---- | ------------------ | --------------- | ------------------ | ------------------ | ----------------- |
| 1999 | Darren Manning     | Jenson Button   | Benoît Tréluyer    | Darren Manning     | Darren Manning    |
| 2000 | Narain Karthikeyan | Tiago Monteiro  | Gianmaria Bruni    | Narain Karthikeyan | Gianmaria Bruni   |
| 2001 | Jonathan Cochet    | Andy Priaulx    | Benoît Tréluyer    | Jonathan Cochet    | Jonathan Cochet   |
| 2002 | Olivier Pla        | Takashi Kogure  | Kosuke Matsuura    | Olivier Pla        | Bruce Jouanny     |
| 2003 | Richard Antinucci  | Robert Doornbos | Nelson Piquet, Jr. | Lewis Hamilton     | James Courtney    |

### Bahrein Super Prix
| Ano  | Vencedor       | 2º Lugar     | 3º Lugar    | Pole Position | Volta Mais Rápida |
| ---- | -------------- | ------------ | ----------- | ------------- | ----------------- |
| 2004 | Lewis Hamilton | Nico Rosberg | Jamie Green | Jamie Green   | Jamie Green       |